# Хорево (Селижаровский район)
Хорево — опустевшая деревня в Селижаровском муниципальном округе Тверской области.

## География
Находится в западной части Тверской области на расстоянии приблизительно 23 км на запад-северо-запад по прямой от административного центра округа поселка Селижарово.

## История
Отмечена была на карте 1941 года как поселение с 38 дворами. До 2017 года входила в Шуваевского сельского поселения, с 2017 по 2020 год в составе Селищенского сельского поселения Селижаровского района до их упразднения.

## Население
Численность населения: 5 человек (русские 100 %) в 2002 году, 1 в 2010.